# Idaea cirtanaria
Idaea cirtanaria är en fjärilsart som beskrevs av Lucas 1849. Idaea cirtanaria ingår i släktet Idaea och familjen mätare. Inga underarter finns listade i Catalogue of Life.